# Богданов Костянтин Анатолійович
Костянти́н Анато́лійович Богда́нов (рос. Константин Анатольевич Богданов; нар. 30 березня 1963, Ленінград, РРФСР, СРСР) — російський філолог, фольклорист, семіотик, історик культури, доктор філологічних наук, провідний науковий співробітник Інституту російської літератури РАН (Пушкінський Дім).

## Біографія
1988 року закінчив класичне відділення філологічного факультету Ленінградського державного університету. У 1989—1992 роках викладав латинську і давньогрецьку мови в гімназіях Санкт-Петербурга; паралельно навчався в аспірантурі при Відділі фольклору ІРЛІ РАН. 1992 року захистив кандидатську дисертацію за темою «Російська змова: нарис структурного аналізу», 2002 року — докторську дисертацію за темою «Повсякденність і міфологія: дослідження з семіотики фольклорної дійсності»[а].

## Наукова діяльність
Спеціалізувався у вивченні античної поезії і астрономії, російського фольклору, історії російської та західноєвропейської медицини, риторики, соціолінгвістики, соціально-громадської думки XVIII—XX століть. Автор численних статей і книг з історії культури, науки та гуманітарного знання, у тому числі «Гроші в фольклорі» (1995), «Нариси з антропології мовчання. Homo Tacens» (1998), «Повсякденність і міфологія. Дослідження з семіотики фольклорної дійсності» (2001, 2015), «Лікарі, пацієнти, читачі. Патографічні тексти російської культури XVIII—XIX століть» (2005, 2017), «Про крокодилів у Росії. Нариси з історії запозичень і екзотизмів» (2006), «Vox populi. Фольклорні жанри радянської культури» (2009), «З історії плям. Філологічні спостереження» (2012), «Змінні величини. Погода російської історії та інші сюжети» (2014), «У бік (від) тексту. Мотиви та мотивації» (2023), «Вірш Ігоря Сєверяніна „В парку плакала дівчинка…“. Путівник» (2024), книги прози «Португаліяпонія» (2023). Перекладач і коментатор науково-астрономічної поеми Арата з Сол «Явища» (2000). Редактор колективних збірників «Міфологія і повсякденність» (1998, 1999, 2001), «Російська література і медицина. Тіло, приписи, соціальна практика» (2005), «СРСР. Територія кохання» (2009), «Джамбул Джабаєв. Пригоди казахського акина в радянській країні» (2013), «Крізь сльози. Російська емоціональна культура» (2023). Читав лекції в університетах Європи та США. З 2001 по березень 2010 року — запрошений співробітник Констанцького університету (Німеччина). З 2013 по 2014 рік — запрошений професор Хоккайдоського університету (Саппоро, Японія). Живе в Санкт-Петербурзі[б].

### Книги
- Богданов К. А. Русский заговор: опыт структурного анализа : автореф. … канд. филолог. наук. — СПб., 1992. — 30 с.
- Богданов К. А. Деньги в фольклоре. — СПб. : Bell, 1995. — 125 с.
- Богданов К. А. Очерки по антропологии молчания : Homo Tacens : моногр. — СПб. : Издательство Русского христианского гуманитарного института, 1998. — 352 с. — ISBN 5-88812-059-6.
- Богданов К. А. Повседневность и мифология : Исследования по семиотике фольклорной действительности. — СПб. : Искусство-СПБ, 2001. — 438 с. — ISBN 5-210-01554-8.
  - [То же] : 10.01.09 : дис. … д-ра филолог. наук. — М., 2002. — 344 с.
  - [То же]. — [2-е изд.]. — СПб. : Азбука-классика, 2015. — 416 с. — (Non-Fiction). — ISBN 978-5-389-10343-6.
- Богданов К. А. Врачи, пациенты, читатели : Патографические тексты русской культуры XVIII—XIX веков. — М. : ОГИ, 2005. — 504 с. — (Нация и культура. Новые исследования). — ISBN 5-94282-278-6.
  - [То же]. — [2-е изд.]. — СПб. : Азбука : Азбука-Аттикус, 2017. — 670 с. — (Культурный код). — ISBN 978-5-389-12884-2.
  - Рец.:  Захарьин, Дмитрий. Богданов К. А. Врачи, пациенты, читатели. Патографические тексты русской культуры XVIII—XIX веков. М.: ОГИ, 2005. 504 с. // Антропологический форум. — 2007. — № 6. — С. 381—386.
- Богданов К. А. О крокодилах в России : Очерки из истории заимствований и экзотизмов. — М. : Новое литературное обозрение, 2006. — 352 с. — (Научная библиотека). — ISBN 5-86793-426-8.
  - Рец.:  Бродский, Всеволод. Рептилия общественного значения // Эксперт. — 2006. — 22 травня.
  - Рец.:  Кан, Эндрю. К. А. Богданов. О крокодилах в России. Очерки из истории заимствований и экзотизмов. М.: Новое литературное обозрение, 2006. 352 с., ил. / пер. с англ. Ольги Бойцовой // Антропологический форум. — 2008. — № 8. — С. 461—464.
- Богданов К. А. Vox populi : Фольклорные жанры советской культуры. — М. : Новое литературное обозрение, 2009. — 368 с. — (Научная библиотека). — ISBN 978-5-86793-671-6.
- Богданов, К. А. Из истории клякс : Филологические наблюдения. — М. : Новое литературное обозрение, 2012. — 216 с. — (Научная библиотека). — ISBN 978-5-86793-941-0.
  - Рец.:  Любарский, Георгий. Кляксы и история цивилизации // Эксперт. — 2012. — 13 серпня.
- Богданов К. А. Переменные величины : Погода русской истории и другие сюжеты. — М. : Новое литературное обозрение, 2014. — 368 с. — (Научная библиотека). — ISBN 978-5-4448-0188-8.
- Богданов К. А. В сторону (от) текста : Мотивы и мотивации. — М. : Новое литературное обозрение, 2023. — 432 с. — (Научная библиотека ; вып. CCCXLVI). — ISBN 978-5-4448-1914-2.
- Богданов К. А. Португалияпония. — М. : Стеклограф, 2023. — 58 с. — ISBN 978-5-521-23955-9.
  - Рец.:  Балла, Ольга[ru]. Дмитрий Данилов. Пустые поезда 2022 года; Елена Данченко. Планета Альмерия; Константин Богданов. Португалияпония // Знамя. — 2023. — № 11.
- Богданов К. А. Стихотворение Игоря Северянина «В парке плакала девочка…» : Путеводитель. — М. : Новое литературное обозрение, 2024. — 264 с. — (Научная библиотека ; вып. CCLXIX). — ISBN 978-5-4448-2529-7.

Редактор, укладач
- Мифология и повседневность : Материалы научной конференции 18—20 февраля 1998 года / сост. А. А. Панченко[ru], К. А. Богданов. — СПб. : Издательство Русского христианского гуманитарного института, 1998. — 304 с. — ISBN 5-88812-051-0.
- Мифология и повседневность : Вып. 2 / Институт русской литературы (Пушкинский Дом) (СПб.), Отдел фольклора. — СПб. : б. и., 1999. — 573 с.
- Мифология и повседневность : [Вып. 3] / сост. А. А. Панченко, К. А. Богданов. — СПб. : Алетейя, 2001. — 400 с. — ISBN 5-89329-423-8.
- Русская литература и медицина : Тело, предписания, социальная практика : [сб. ст.] / под ред. К. А. Богданова, Ю. Мурашова, Р. Николози. — М. : Новое издательство, 2005. — 301 с. — (Новые материалы и исследования по истории русской культуры). — ISBN 5-98379-049-8.
  - [То же] : [электронная кн.]. — М. : Новое издательство, 2015.
- СССР : Территория любви : [сб. ст.] / [ред.-сост. Н. Борисова, К. А. Богданов, Ю. Мурашов]. — М. : Новое издательство, 2009. — 269 с. — (Новые материалы и исследования по истории русской культуры). — ISBN 978-5-98379-106-0.
  - [То же] : [электронная кн.]. — М. : Новое издательство, 2015.
- Джамбул Джабаев : Приключения казахского акына в советской стране : [сб. ст.] / [под ред. К. А. Богданова, Р. Николози и Ю. Мурашова]. — М. : Новое литературное обозрение, 2013. — 305 с. — (Научная библиотека). — ISBN 978-5-4448-0062-1.
- Сквозь слёзы : Русская эмоциональная культура : [сб. ст.] / сост. К. А. Богданов. — М. : Новое литературное обозрение, 2023. — 488 с. : ил. — (Научная библиотека ; вып. CCLXI). — ISBN 978-5-4448-2191-6.

### Статті
- Богданов К. А. (20 жовтня 2003). До самой смерти… Патографические тексты русской культуры XVIII—XIX века (фрагмент кн.: Богданов, 2005). Полит.ру[ru]. Процитовано 5 лютого 2016.
- Богданов К. А. Вечный двигатель Ивана Кулибина: история науки, фольклор, мечты о прошлом // Неприкосновенный запас. — 2015. — № 6 (104).
- Богданов К. А. Атавизмы свободы, рефлексы рабства и «русский национальный характер»: история одной этнопсихологической гипотезы // Новое литературное обозрение. — 2016. — Т. 1, № 5 (141).
- Богданов К. А. К истории филателии в СССР. Обзор тем и исследовательских контекстов // Acta Slavica Iaponica. — 2020. — T. 40. — P. 19—41.

### Переклади
- Арат. Явления / пер., вступ. ст. и комм. К. А. Богданова. — СПб. : Алетейя, 2000. — 256 с. — (Античная библиотека. Раздел: Античная литература). — ISBN 5-89329-298-7.